# Peyrilhac
Peyrilhac (tiếng Occitan: Pairilhac) là một xã của tỉnh Haute-Vienne, thuộc vùng Nouvelle-Aquitaine, miền trung nước Pháp.